# Lieselot Decroix
Lieselot Decroix (nascida em 12 de maio de 1987) é uma ciclista de estrada profissional belga. Representou seu país, Bélgica, nos Jogos Olímpicos de Verão de 2008, e atualmente tem competido sob um contrato anual pela equipe feminina CyclelivePlus-Zannata.